# Viking Baadene
Viking Baadene / Vikingbåtarna var et dansk rederi, som sejlede forlystelsessejlads på Øresund i årene 1953-1972. Selskabet besejlede ruten Havnegade-Landskrona, men besejlede også Bellevue, Hven, Malmø (i en kort periode i midt 50'erne), Helsingborg samt ruten København (Havnegade) - Trelleborg i efteråret 1964. Viking Baadene sejlede også fra København (Kalkbrænderihavnen) til Sverige omkring 1959.
Viking Baadene blev grundlagt og drevet af Knud Foldschack, og finansieringen af det første skib stammede fra hans hustru Inez Johansen. Familien omkring Knud Foldschack var efterfølgende involveret i driften af firmaet, såvel hustruen Inez som deres søn Knud (senere kendt som advokat), hans senere hustru Ebba samt deres fælles søn, som ligeledes hedder Knud.
Det oprindelige skib var indlejet, men efterfølgende blev flåden udvidet med både lejet og nybygget tonnage.
Efter en række gode år indstillede Viking Baadene driften grundet ændret lovgivning, øget kontrol med skatter og afgifter samt skibsrederens gæld til Alex Brask Thomsen.[kilde mangler]l 
Selskabet bag Viking Baadene som var A/S af 28.03.1957, trådte i likvidation den 17. september 1971. Selskabets skibe og ruten København (Havnegade) - Landskrona blev overtaget i januar af Coland A/S, der lod driften af ruten udføres af Centrumlinjen fra august 1972 til 30. juni 1973. I perioden januar 1972 til august 1972 drev Coland A/S selv ruten og igen fra 1. juli 1973 indtil sejladsen ophørte 31. august 1974.

## Flåde
- m.s. Gay Viking
- m.s. Svan - oprindeligt chartret af Rederiet Sundfarten
- (s.s. Oslo) - chartret af Rederiet Sundfarten
- m.s. Olympia
- m.s. Backafall av Ven
- (m.s. Ellerbek) - samsejling - chartret af Rederiet Sundfarten
- m.s. Viktoria
- m.s. Stadt Kiel
- s.s. Lucullus
- s.s.Tranekjær (sommercharter og en del julecharter i 2 halvdel af 50erne)
- m.s. Knut Viking
- m.s. Athena
- m.s. Rolf Viking ex. Stade - oprindeligt chartret af Rederiet Sundfarten
- m.s. Knud Viking ex. Laboe
- m.s. Thor Viking
- m.s, Dan Viking
- m.s. Svea Viking